# GI Joe (comic strip)
Ne doit pas être confondu avec G.I. Joe.
GI Joe est un soldat américain de fiction et héros de bande dessinée créé par David Breger.
À la fin des années 1930, Breger a commencé une carrière d'illustrateur et dessinateur de bande dessinée professionnel. Il travaille en indépendant pour des journaux tels que Collier's Weekly, Parade Magazine, Esquire, The New Yorker. Début 1941, il est appelé sous les drapeaux. Envoyé dans un camp militaire, il parvient à continuer à dessiner pendant son temps libre. Il vend ainsi son strip Private Breger au Saturday Evening Post ; la série est ensuite licenciée pour être distribuée dans de nombreux journaux par le King Features Syndicate. La hiérarchie militaire ayant appris ses talents le transfère à la rédaction du nouveau magazine Yank à destination des soldats américains engagés dans la Seconde Guerre mondiale. Il lui est demandé de produire un strip similaire à son Private Breger mais sous un autre titre. Il propose « GI Joe » d'après l'expression militaire G.I., abréviation de Government Issue, qui signifie « envoyé par le gouvernement ». La série de comics est publiée pour la première fois sous ce titre le 17 juin 1942 dans le premier numéro de Yank. Le nom « G.I. Joe » se répand très rapidement et devient une expression courante pour désigner le soldat américain moyen de la Seconde Guerre mondiale.